# Germinație

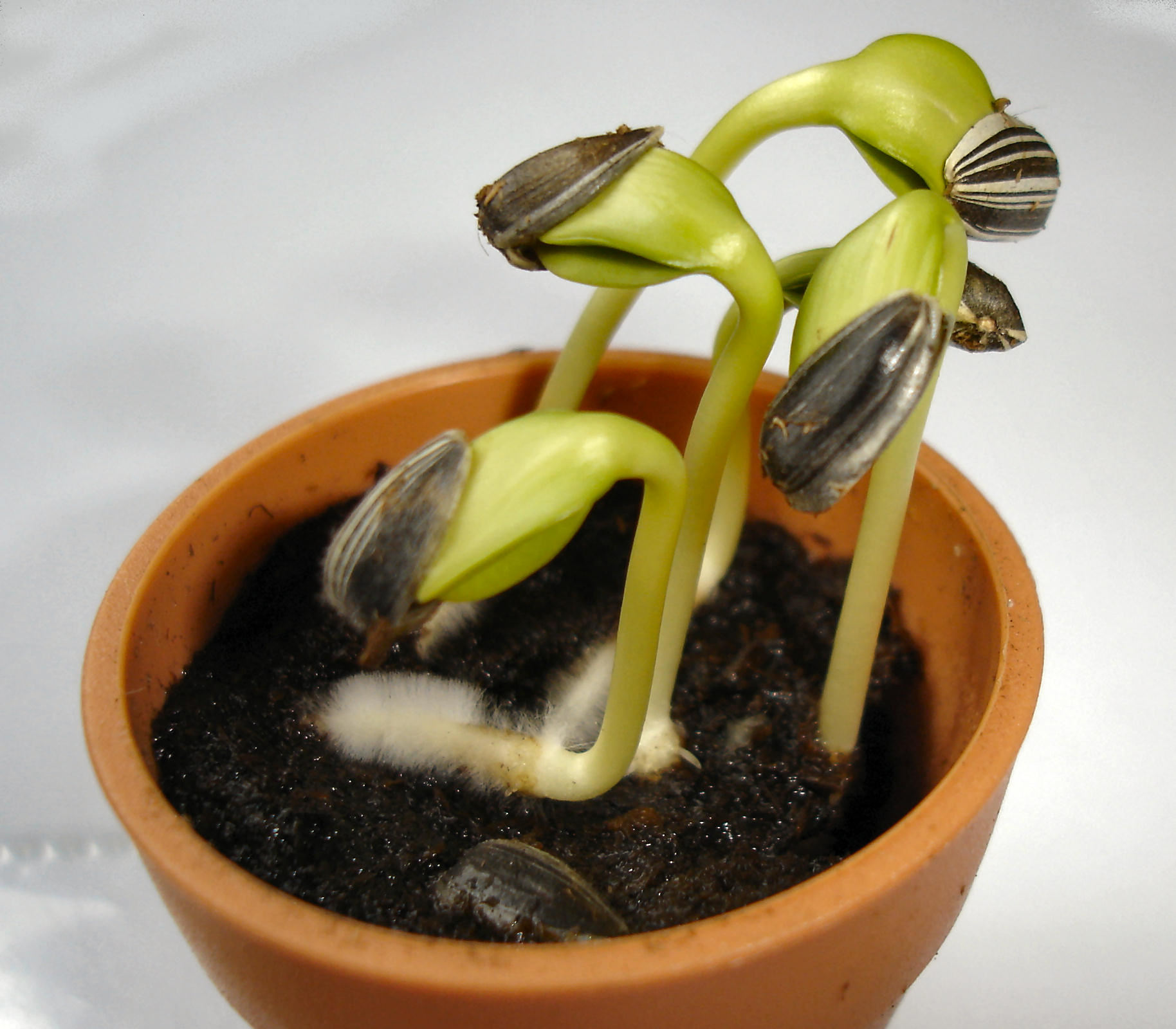
Răsaduri de floarea-soarelui, după trei zile de la germinare

Germinația este un proces fiziologic de trecere a unui germen de la viața latentă la viața activă și care duce la formarea unei noi plante sau a unui organ vegetal.
În interiorul seminței se află embrionul, din care se va forma noua plantă. Sămânța înmagazinează resursele nutritive pentru a ajuta planta să crească. Ea se desprinde de planta-părinte când este uscată. Astfel sămânța este protejată de mucegai și devine mai ușoară. O sămânță ușoară poate fi dusă de vânt pe distanțe mari, pentru a ajunge pe un sol în care să aibă condiții de creștere. Odată ajunsă pe sol, ea absoarbe apă, se umflă și se deschide pentru ca noua plantă să poată crește. Acest proces se numește germinație.

## Accelerarea procesului de germinație
Când plantele încep să crească, ele transformă hrana înmagazinată în semințe în substanțe care formează rădăcina, tulpina și frunzele. Viteza cu care se produc aceste schimbări este determinată de căldură. Dacă semințele sunt păstrate la temperaturi ridicate, ca acelea dintr-o seră, aceste transformări se produc mai repede, iar sămânța va germina în curând. Semințele plantate și ținute la temperaturi mai reci au nevoie de mai mult timp de a răsări.

## De ce are nevoie o sămânță
Nu toate semințele germinează în aceleași condiții. De exemplu, palmierul de cocos (cocotierul) crește și pe plajele tropicale, iar nucile de cocos cad și germinează pe plajă. Uneori cad în mare, călătorind chiar și mii de kilometri, purtate de curenții oceanului, înainte de a ajunge pe o altă plajă unde pot germina și crește.

Semințele unor anumite fructe pot rămâne nedigerate, după ce fructul respectiv a fost îngurgitat de către un animal; ele pot astfel "călători" pe distanțe relativ mari, odată cu animalul respectiv, până la eliminarea din tractul digestiv al acestuia.
O sămânță are nevoie de.
*Condiții externe: apă lumină timp(7-14 zile) umiditate oxigen sol calitativ și transpirație 
*Condiții externe: vârsta și sănătate

## Facultatea germinativă
Facultatea germinativă măsoară capacitatea semințelor de a germina, exprimată prin procentul numeric de semințe germinate normal în condiții optime și într-un timp stabilit pentru fiecare specie în parte (ex. la cereale după 7-10 zile, la leguminoase după 8-14 zile, la sfeclă și cicoare după 14 zile etc.).
Facultatea germinativă este influențată de condițiile de cultură, faza de recoltare, modul de uscare și păstrare a semințelor.
Limita maximă a facultății germinative este 100 (adică, din 100 de semințe plantate germinează toate 100). Limita minimă pentru grâu și orez este 85, iar la legume este de 50.

## Este de știut că...
- O sămânță nu încolțește imediat ce s-a format. Înainte de a germina poate fi inactivă.
- Tânăra plantă care se dezvoltă din sămânță se numește răsad. Primele părți ale unui răsad care apar sunt vârfurile lăstarului și ale rădăcinii.